# Mikwe (Thann)

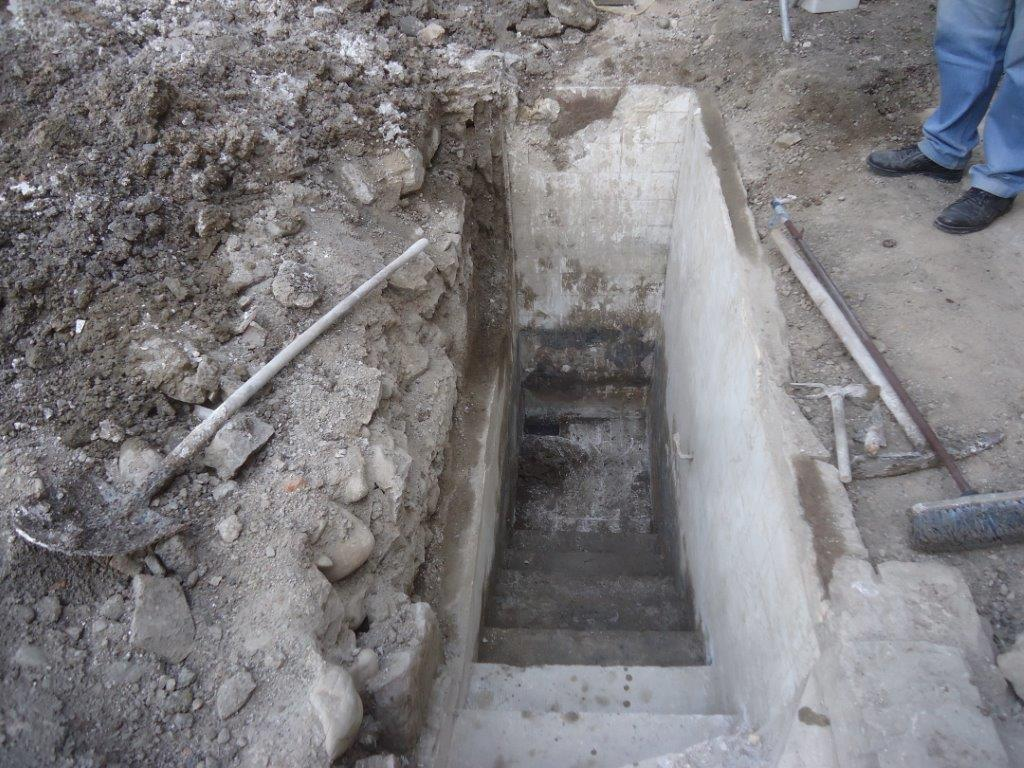
Mikwe in Thann

Die Mikwe in Thann, einer Gemeinde im Département Haut-Rhin in der französischen Region Grand Est, wurde 1860 erbaut. Die Mikwe befindet sich am Platz vor der Synagoge in Thann.